# منطقه حفاظت‌شده قلاجه
منطقهٔ حفاظت‌شدهٔ قلاجه یک منطقهٔ حفاظت‌شده با مساحت ۴۲۸۴۸ هکتار است که در استان کرمانشاه در ایران قرار دارد. این منطقهٔ حفاظت‌شده طبق مصوبهٔ شمارهٔ ۶۶۷ در تاریخ ۱۳۷۸/۱۰/۱۵ در فهرست مناطق تحت حفاظت سازمان محیط زیست ایران قرار گرفت.
این منطقهٔ جنگلی به دلیل این‌که در گردنهٔ قلاجه واقع شده است به تفرجگاه قلاجه هم شهره است.

## موقعیت جغرافیایی
یک سمت این منطقهٔ جنگلی متعلق به استان ایلام و سمت دیگر آن تحت مدیریت استان کرمانشاه است. ارتفاع کوه قلاجه از سطح دریا ۲۱۵۰ متر است.

## اهمیت
مشخصات کم‌نظیری مانند وجود گونه‌های متفاوت گیاهان چوبی به همراه گونه‌های گیاهی مانند راش، بلوط، توسکا، نارون، گیلاس وحشی، بارانک، سرخدار، نمدار و مانند آن‌ها این قابلیت را پدیدآورده که این اراضی همچون موزه‌ای زنده برای جذب گردشگران داخلی و خارجی مورد استفاده قرار بگیرد. بخشی از گردشگران خارجی این منطقه، گیاه‌شناسانی هستند که برای دیدن گونه‌های گیاهی موجود در جنگل‌های زاگرس به ایران می‌آیند و دستهٔ دوم، گردشگران عمومی هستند.

## پوشش گیاهی
وجود جنگل‌های وسیع و با ارزش بلوط ایرانی، از ویژگی‌های بارز این منطقه محسوب می‌شود. از گونه‌های گیاهی این منطقه زبان گنجشک، گلابی وحشی، بادام کوهی، شیرین‌بیان، انواع گندمیان، زالزالک، بنه و کیکم، راش، بلوط، ممرز افرا، شیردار، توسکا، آزاد داغداغان، گونه‌های کلاه میرحسن، چوبک، اسپرس، دم‌روباهی، آویشن و شبدر به همراه گونه‌های گیاهی نادر مانند نارون، بارانک، سرخدار و مانند آن‌ها جنگل قلاجه را به موزه‌ای طبیعی تبدیل کرده است.

## گونه‌های جانوری
از گونه‌های جانوری این منطقه می‌توان خرس قهوه‌ای، گرگ، پلنگ، گراز، شغال، روباه، خرگوش، کل و بز، گرزه‌مار، مار کوتوله پارسی، یله‌مار، دلیجه، شوکا و مار و از پرندگان کبک، کبوتر جنگلی، بلدرچین، عقاب جنگلی، کرکس، شاهین، فاخته و قرقاول را نام‌برد. همچنین سایت احیاء گوزن زرد ایرانی در جنگل‌های منطقهٔ حفاظت شدهٔ قلاجه در استان کرمانشاه، توسعه می‌یابد.
جهت تحقق این موضوع مهم این سازمان با بهره‌گیری از مطالعات علمی و تجربیات صورت گرفته در ایران و سایر کشورهای جهان نسبت به تدوین برنامهٔ مدیریتی برای گونه‌های شاخص حیات وحش کشور اقدام می‌نماید؛ لذا با توجه به این‌که یکی از گونه‌های مهم شاخص و بومی کشور گوزن زرد ایرانی (cervus dama mesopotamica) است؛ و با توجه به اهمیت گونه و مقاومت بالای آن در تحمل شرایط سخت محیطی (تحمل دمای ۵۰ درجه و برودت ۲۵- درجهٔ سانتی‌گراد) و تکثیر موفقیت‌آمیز آن در جزیرهٔ اشک، دشت ناز و میانکتل فارس و تراکم گوزن در این زیستگاه‌ها سازمان حفاظت محیط زیست برنامهٔ مدیریت گوزن زرد را در اولویت قرار داده است.
پیش از این در استان کرمانشاه، طرح مطالعهٔ بررسی سایت احیاء و تکثیر گوزن زرد در سال ۱۳۸۶ شروع شده و با مطالعهٔ چند منطقه آغاز شده است، نهایتاً منطقهٔ داربادام در داخل منطقهٔ حفاظت‌شدهٔ قلاجه و در محور جادهٔ اسلام‌آباد غرب- گیلانغرب در فضای کوچک و کمتر از ۱۰ هکتار، به سازمان حفاظت محیط زیست معرفی و در سال ۱۳۸۸ به تصویب رسید که به‌دنبال آن زیرساخت‌های لازم در سایت از جمله فنس‌کشی، تجهیز پاسگاه و تأمین نیروی انسانی لازم به انجام رسید تا این‌که با پیگیری‌های لازم و حمایت سازمان محیط زیست کشور در سال ۱۳۹۱ تعداد ۶ رأس گوزن زرد از مناطق دشت ناز ساری و منطقهٔ حفاظت‌شدهٔ دنا در استان کهگیلویه و بویراحمد پس از زنده‌گیری به سایت داربادام انتقال یافتند که گوزن‌های موجود در حال حاضر در وضعیت مطلوبی به‌سر می‌برند؛ با توجه به مطلوبیت این منطقه از لحاظ شرایط زیستگاهی، این اداره کل در نظر دارد با حمایت مسئولان استان و سازمان حفاظت محیط زیست کشور نسبت به افزایش وسعت این سایت تا مرز ۶۰ هکتار و افزایش تعداد گوزن‌ها نیز در سایت اقدام نماید. هدف اصلی از انتقال گوزن زرد به مناطق محصور در وهلهٔ اول: تکثیر جمعیت این جانور به‌منظور جلوگیری از انقراض نسل در ایران و سپس رهاسازی، احیاء آن و بازگشت در زیستگاه‌های اصلی (مناطق زاگرس و خوزستان) بوده است.

## منطقهٔ حفاظت‌شده
منطقهٔ جنگلی قلاجه طی مصوبهٔ شمارهٔ ۱۸۸ شورای عالی محیط زیست مورخ ۱۵ دی ۱۳۷۸ به‌عنوان منطقهٔ حفاظت‌شدهٔ قلاجه به مناطق تحت مدیریت سازمان حفاظت محیط زیست پیوسته است.
منطقهٔ حفاظت‌شدهٔ قلاجه با مساحت ۴۲۶۰۵ هکتار حد فاصل شهرستان‌های گیلان غرب و اسلام‌آباد غرب در استان کرمانشاه و شهرستان چرداول و ایوان غرب در استان ایلام واقع شده است.

## آتش‌سوزی
در ۲۳ خرداد ۱۴۰۳ اعلام شد که طی ۲۴ ساعت گذشته بر اثر رعد و برق آتش‌سوزی در ارتفاعات قلاجه اتفاق افتاده و علی‌رغم اطفای آتش، حدود شش تا هفت هکتار از جنگل‌های این منطقه در آتش سوخته است.